# Johann Eduard von Schleinitz
Pour les articles homonymes, voir Nagel.
Johann Eduard Christoph baron von Schleinitz (né le 28 août 1798 à Littschen dans l'arrondissement de Marienwerder (de) et mort le 4 juin 1869 Moschen dans l'arrondissement de Neustadt-en-Haute-Silésie) est un fonctionnaire prussien, véritable conseil secret et haut président de la province de Silésie (1848-1869).

## Biographie

### Origine
Johann Eduard est issu de la famille de Misnie von Schleinitz (de). Il est le fils de Karl von Schleinitz (1751-1807), président de la Cour suprême de Prusse, et de sa seconde épouse, Friederike, née von Rosenberg-Gruszczynski (de) (1774–1845). Le général de division prussien Gustav von Schleinitz (de) est son demi-frère du premier mariage de son père.

### Carrière
Schleinitz grandit à Berlin et, après le lycée, il rejoint l'armée prussienne en tant que volontaire de guerre. Il sert dans les guerres napoléoniennes en 1815 dans le 8e régiment de hussards (de). En tant que lieutenant, il prend sa retraite de l'armée et étudie le droit.
En 1822, il entre au service administratif du gouvernement royal de Marienwerder en tant qu'assesseur. Dans la même année le 31 août, il est nommé administrateur de l'arrondissement de Konitz (de) et reste en poste jusqu'en 1827. Ses autres postes sont ceux d'un vice-président du gouvernement dans le district de Coblence (1837-1842) et le poste de président du district de Bromberg (1842-1848). Il travaille brièvement comme président de district provisoire dans le district de Liegnitz en 1848 puis est nommé haut président de la province de Silésie le 21 novembre 1848.
Depuis 1855, il porte le titre de conseiller privé royal prussien..
À partir de 1857, il est conservateur de l'Université Frédéric-Guillaume de Silésie à Breslau et en 1861, il reçoit des doctorats honorifiques des facultés de philosophie et de médecine.

### Famille
Schleinitz se marie avec Jeanette von Hippel (1804-1850) en 1822. De ce mariage, il a six filles et cinq fils, dont:
- Marie (1830-1915) mariée à Adalbert von Schleinitz (de) (1822-1896), lieutenant général prussien
- Georg (1834-1910), vice-amiral prussien

marié en 1865 avec Klara Rieger (1834-1870)
marié en 1871 avec Margot von Hippel (1846-1887)
marié en 1888 avec Marie von Beulwitz (née en 1863)
- Lina (1836–1912) marié en 1874 avec Richard Wachler (1829–1879), directeur de fonderie
- Theodor (1838-1906), chef forestier prussien marié en 1869 avec Magdalena Bergmann (1839-1901)
- Emil (1849-1901), major prussien marié en 1870 avec Ida Soest (1842-1909)

Son deuxième mariage en 1853 avec Maria von Hippel (1817–1890) a une autre fille:
- Élisabeth (née 1857)

## Récompenses
- Ordre de l'Aigle rouge de 1re classe avec feuilles de chêne
- Commandeur de l'Ordre de la Maison Royale de Hohenzollern
- Chevalier d'honneur de l'Ordre de Saint-Jean
- Croix d'honneur 1re classe de l'ordre de la maison princière des Hohenzollern
- Ordre russe de Sainte-Anne de 1re classe
- Ordre impérial russe de Saint-Stanislas de 1re classe